# Стівен Бекстер
Стівен Майкл Бекстер (англ. Stephen Michael Baxter, нар. 13 листопада 1957, Ліверпуль, Англія, Велика Британія) — англійський письменник-фантаст, за освітою математик й інженер. Працює в жанрах «жорсткої» наукової фантастики і альтернативної історії. Найбільший успіх йому приніс цикл романів та оповідань «Послідовність Ксілі».
Починаючи з 1987, надруковано понад 40 книг і понад 100 оповідань автора.

## Життєпис
Стівен Бакстер народився в Ліверпулі в 1957 році. Науковою фантастикою зацікавився ще в дитинстві. Бувши підлітком, писав власні оповідання.
Вивчав математику в Кембриджському університеті, інженерію у Саутгемптонському університеті, ділове адміністрування в коледжі Генлі менеджмент коледжі Генлі менеджмент. Працював учителем математики і фізики, кілька років працював у сфері інформаційних технологій. Став дипломованим інженером і членом Британського міжпланетного товариства.
Він подав заявку на те, щоб стати космонавтом у 1991 році, прагнучи отримати гостьове місце на космічній станції «Мир», але його зрештою посіла Гелен Шарман.
Стівен Бакстер почав видавати художні твори в 1987 році, відтоді створив численні романи, оповідання та сценарії для телебачення.
З 2008 по 2020 роки був президентом Британської асоціації наукової фантастики і віце-президентом товариства Герберта Веллса.

## Творчість
Стівен Бекстер отримав репутацію провідного британського автора наукової фантастики та наступника Артура Кларка. На нього вплинули Герберт Веллс і Браян Олдіс.
Перше оповідання («Квітка Ксілі») Бекстера надруковано 1987, перший роман «Пліт» — 1991. З 1995 Стівен Бекстер повністю перейшов на письменство.
Серед провідних тем творчості Бекстера — історія Всесвіту, космічні подорожі, альтернативні реальності з іншими фізичними законами, виживання людей у незвичайних умовах, екзотичні форми життя. Твори письменника вирізняються численними науковими деталями.
Твори друкуються у США, Великій Британії, Німеччині, Японії, Франції.

## Нагороди[6]
| Рік  | Нагорода                                  | Твір                                | Номінація                                      |
| ---- | ----------------------------------------- | ----------------------------------- | ---------------------------------------------- |
| 1995 | Британської асоціації наукової фантастики | Корабель часу                       | Найкращий роман                                |
| 1995 | «Сайдвайз»                                | Янголи бригантини                   | Найкращий короткий твір альтернативної історії |
| 1996 | пам'яті Джона Кемпбела                    | Корабель часу                       | Найкращий науково-фантастичний роман           |
| 1996 | «Сайдвайз»                                | Подорож                             | Найкращий великий твір альтернативної історії  |
| 1996 | «Сеюн» (Японія)                           | Часоподібна нескінченність          | Найкращий перекладений великий твір            |
| 1996 | Курда Лассвіца (Німеччина)                | Корабель часу                       | Найкращий іноземний науково-фантастичний роман |
| 1997 | Британської асоціації наукової фантастики | Птахи війни                         | Найкращий короткий фантастичний твір           |
| 1997 | Філіпа Діка                               | Корабель часу                       | Відсутня                                       |
| 1998 | Аналог                                    | Місячне теля                        | Найкраще оповідання                            |
| 1998 | часопису «Ес-еф кронікл»                  | Місяць-шість                        | Повість                                        |
| 1999 | Сеюн (Японія)                             | Корабель часу                       | Найкращий перекладений великий твір            |
| 2000 | Аналог                                    | Шина-5                              | Найкраще оповідання                            |
| 2000 | Локус                                     | Притулок                            | Найкраща повість                               |
| 2000 | Філіпа Діка                               | Вакуумні діаграми                   | Відсутня                                       |
| 2001 | журналу «Азімовз»                         | На лінії Оріону                     | Найкраща повість                               |
| 2001 | Британської асоціації наукової фантастики | Омегатропік: Не фантазія і фантазія | Найкращий нефантастичний твір                  |
| 2004 | Британської асоціації наукової фантастики | Мейфловер-2                         | Найкращий короткий фантастичний твір           |
| 2006 | журналу «Азімовз»                         | Дитина часу                         | Найкраще оповідання                            |